# Diecezja Świętego Zbawiciela w Montrealu
Diecezja Świętego Zbawiciela w Montrealu – eparchia kościoła melchickiego, obejmująca teren całej Kanady. Powstała w 1980.

## Biskupi diecezjalni
- Michel Hakim, † (1980–1998)
- Sleiman Hajjar, B.S. † (1998–2002)
- Ibrahim Michael Ibrahim, B.S. (2003–2021)
- Milad Jawish (od 2021)